# Rudelsburg (Rußdorf)

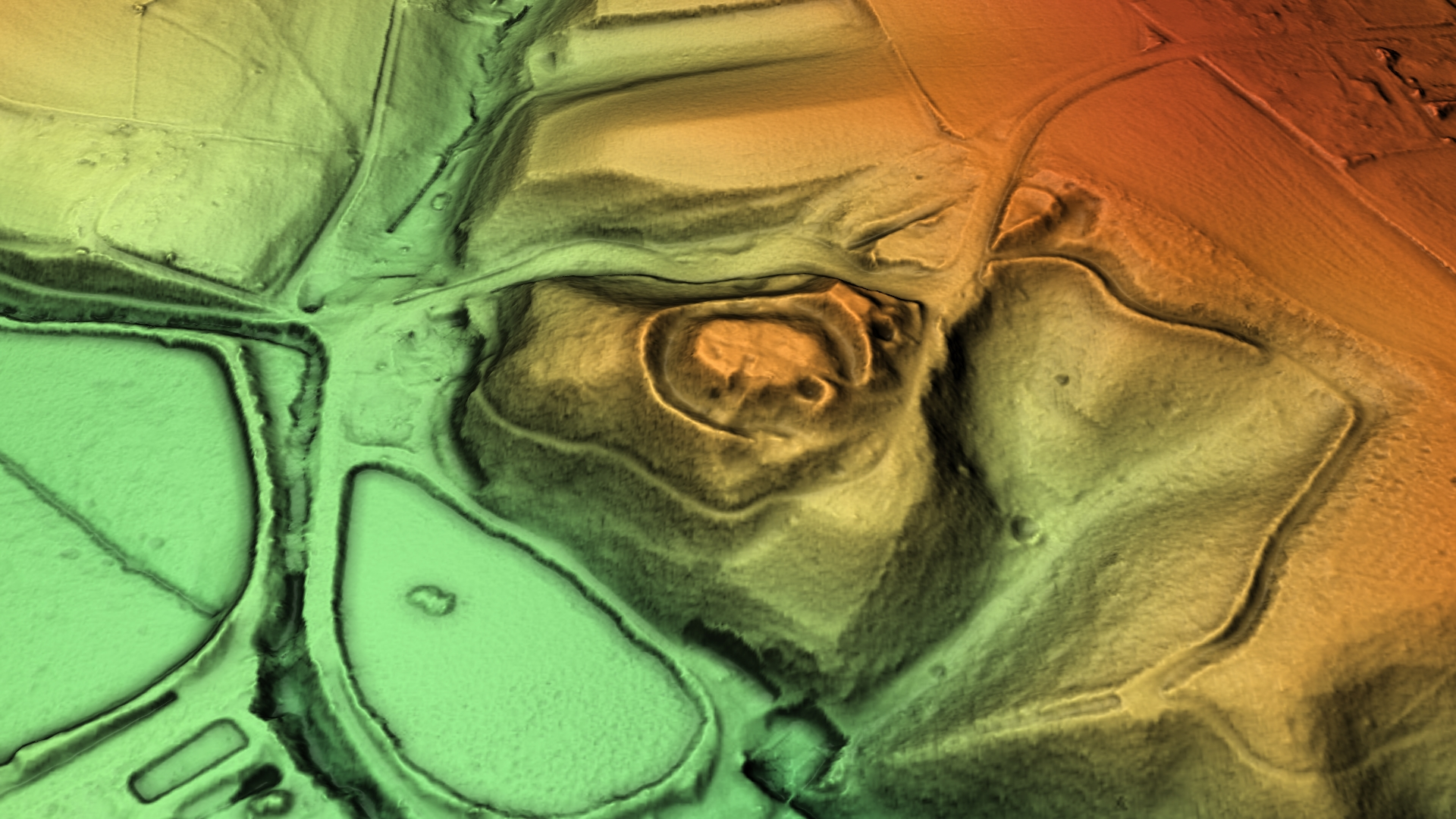
3D-Ansicht des digitalen Geländemodells

Die Rudelsburg (auch "Rullsberg") ist eine abgegangene mittelalterliche Spornburg auf dem 296 m ü. NN hohen Lindenberg oberhalb des Koberbachtales im Weiler Rußdorf nördlich der Ortslage Rußdorf (nördlich der Straße Am Lindenberg 1), heute Teil des Stadtteils Blankenhain der großen Kreisstadt Crimmitschau im Landkreis Zwickau in Sachsen an der nordwestlichen Grenze zum Landkreis Altenburger Land im Freistaat Thüringen.

## Lage
Im Osten von Rußdorf auf spornartig nach Süden gerichteter Geländekuppe über dem Tal des Koberbaches.

## Geschichte
Es ist nur wenig über die Kleinburg bekannt. Die Wehranlage entstand im Zuge des Landesausbaus im 12. und 13. Jahrhundert. 1304 findet eine erste Erwähnung im Zuge der Zinserwerbung an der Rußdorfer Kapelle durch das erzgebirgische Kloster Grünhain statt, in der ein Ritter Ericus de Rulandesdorf dictus de Ponicz genannt wird. 1372 wird eine Familie Gries als Dorf- und Burgbesitzer genannt, die Burgmannen der Vögte von Weida und Plauen sind. Die ehemals hölzerne Wehranlage scheint im 14. Jahrhundert durch eine Steinburg ersetzt worden zu sein. Danach verliert sich die Spur in der Geschichte.
Das Landesmuseum für Vorgeschichte (Ur- und Frühgeschichte) in Dresden teilte in einer DDR-Quelle (1987?) noch folgendes zur Burg mit: In der zweiten Hälfte des 12. Jahrhunderts wurde das Gebiet an der Pleiße bis zu deren Quelle durch Rodungen erschlossen und besiedelt. Im Auftrag der zentralen Reichsgewalt, des Kaisers, leiteten die Herren von Ponitz und Rußdorf in dieser Gegend die Besiedelung mit Bauern aus den Gebieten westlich der Saale. 1304 urkundete der Ritter Erich von Rußdorf, genannt von Ponitz, über die Erwerbung von Zinsen der Rußdorfer Kapelle durch das erzgebirgische Kloster Grünhain. Dies stellt die erste Erwähnung von Ort und Burg dar. Es ist daraus zu schlussfolgern, dass die Herren von Rußdorf ein Seitenzweig der Herren von Ponitz sind und dass Ort und Burg Rußdorf/Rudelsdorf schon längere Zeit bestehen. 1351 verzichten die Gebrüder von Rußdorf auf Güter in Rudelswalde zugunsten des Martinklosters (Carthause) bei  Crimmitschau. Daraus geht hervor, dass die von Rußdorf über grundherrliche Rechte in Rudelswalde verfügten. Die lokale Besiedlungsabfolge verlief wahrscheinlich über Ponitz zu Rußdorf und dann Rudelswalde. Die Erwähnung derer von Gries als neue Burgbesitzer im Jahre 1372 lässt vermuten, dass die Herren von Rußdorf erloschen waren. Für das Jahr 1398 ist belegt, dass der dortige Pfarrer verpflichtet war, auf der Burg, dem „huse zu Rulestorff“, eine gesonderte Messe zu lesen. Dies bedeutet, dass hier eine Kapelle vorhanden war. Dass die Burg zu dieser Zeit Steinbauten aufwies, ist durch erhaltene Schutzbriefe belegt. Offenbar war aus der einfachen Holzburg eine etwas größere Steinburg entstanden. Die steinernen Burgbauten wurden mutmaßlich durch die Herren von Gries errichtet.
Gegen 1800 wird das ehemalige Rittergut des Ortes Rußdorf aus den Mauerresten der Burgruine erbaut.
1853 wird berichtet, dass sich eine Wildkatze in den Burgresten festgesetzt hatte und im nahegelegenen Rittergut auf Beutefang ging. Dabei wurde der Burgstall mit Wallgraben- und Gewölberesten beschrieben.
Ende des 19. Jahrhunderts wurde noch von Mauerresten auf dem Lindenberg berichtet. 1927 sollen Ausgrabungen im Burgbereich erfolgt sein. Heute zeugen auf dem Burgstall nur noch Erdwälle und Grabenreste von der ehemaligen Burganlage.
Die im Areal (vor 1983) gemachten Funde sind dem 13.–15. Jh. zuzuordnen. Der Burgstall wurde am 1. August 1958 als Bodendenkmal eingetragen.

## Historische Grabung auf der Rudelsburg
Eine Quelle von 1856 teilt mit (Zitat):
„Das Vorwerk Russdorf mit einem Dorf gleichen Namens führte bis zum Jahre 1775 urkundlich den Namen Rudelsdorf, und war früher ein selbstständiges Rittergut, das im Jahre 1602 von dem Herrn von Winkler zu Blankenhain geschlagen wurde. Seinen Namen hat der Ort von einem ihm auf waldiger Höhe gegenüber gelegenen Schlosse Rudels- oder Rudolphsburg, von dem ausser einem gemauerten Brunnen nur noch wenige Ruinen übrig geblieben sind, da man zu Ende des vorigen Jahrhunderts bei einer bedeutenden Reparatur des Vorwerks die Steine der verfallenen Burg zum Bauen benutzte. Die Rudelsburg soll der Sage nach ein Raubschloss gewesen, im Bruderkriege durch einen Flug Tauben verrathen, und darauf erstürmt und verwüstet worden sein. Auf Anordnung des Besitzers von Russdorf, des Churfürs(t)lich Sächsischen Kammerraths Carl Gottlob Scheuereck, wurden durch Erzgebirgische Bergleute in den Ruinen des alten Raubschlosses Nachgrabungen vorgenommen, welche jedoch, ausser einigen Bruchstücken von alten irdenen Gefässen kein Resultat lieferten. Merkwürdig aber ist es, dass die Bergleute eines schönen Morgens mit Zurücklassung aller ihrer Effecten spurlos verschwunden waren, woran sich natürlich allerlei Vermuthungen knüpfen mussten. Dass übrigens die Bergleute bei ihrer Nachgrabung nicht verschüttet worden sind, oder überhaupt durch kein Unglück ihr Verschwinden verursacht wurde, davon haben weiter angestellte Nachforschungen genügende Beweise geliefert.“
Das Museum Schloss Blankenhain teilte mit, dass der Rittergutsbesitzer Carl Gottlob Scheuereck im Jahre 1794 verstarb. Die historische Grabungsaktion lag demnach vor 1794.

## Wanderweg mit Schutzhütte
Während der DDR-Zeit wurde inmitten des Burgareals auf dem Burgberg (Lindenberg) eine hölzerne Schutzhütte für Wanderer errichtet. Die Hütte wurde nach 1990 durch eine neue hölzerne Schutzhütte ersetzt. Direkt am Hang des Burghügels erklimmt ein Wanderweg hier den Berghang. Er zweigt auch ins Burgareal ab.